# Вятына
Вя́тына (укр. В'ятина) — река на Украине, протекает в Золочевском районе Львовской области и малой частью — в Тернопольском районе Тернопольской области. Устье реки находится в 229 км по левому берегу от устья Серета. Длина 18 км, площадь водосборного бассейна 56,3 км², уклон реки 1,8 м/км.
Берёт начало в 3 км к северу от села Опаки на высоте около 390 метров. Впадает в Серет напротив села Песчаное. Нижняя половина реки канализирована.
Населённые пункты на берегах: Батьков и Лукавец.